# 후쿠로즈촌
후쿠로즈촌(袋津村)은 니가타현 나카칸바라군에 설치되었던 촌이다.

## 연혁
- 1889년 4월 1일 - 정촌제 시행과 함께 나카칸바라군 후쿠로즈촌이 성립하였다.
- 1901년 11월 1일 - 나카칸바라군 가메다정, 지시로지마촌의 일부를 합병해 가메다정이 신설되어 소멸하였다.